# Szaban as-Sajjid Szaban
Szaban as-Sajjid Szaban (arab. شعبان السيد شعبان) – egipski zapaśnik walczący w stylu wolnym. Czwarty na igrzyskach afrykańskich w 1999. Wicemistrz Afryki w 1998. Drugi na igrzyskach panarabskich w 1999 roku.